# Karl Andreas Brandt
Karl Andreas Brandt – burmistrz Raciborza w latach 1772–1796.
Karl Andreas Brandt sprawował urząd burmistrza przez 25 lat (1772–1796).